# راندال باتينكوف
راندال باتينكوف (بالإنجليزية: Randall Batinkoff)‏ مواليد 16 أكتوبر 1968 في مونتيسيلو، الولايات المتحدة، هو ممثل أمريكي بدأ مسيرته الفنية سنة 1974. من أعماله فيلم أفضل ما يمكن حصوله (فيلم).

## روابط خارجية
- راندال باتينكوف على موقع IMDb (الإنجليزية)
- راندال باتينكوف على موقع ألو سيني (الفرنسية)
- راندال باتينكوف على موقع أول موفي (الإنجليزية)
- راندال باتينكوف على موقع قاعدة بيانات الأفلام السويدية (السويدية)
- راندال باتينكوف على موقع إن إن دي بي (الإنجليزية)
- راندال باتينكوف على موقع قاعدة بيانات الفيلم (الإنجليزية)
- راندال باتينكوف على موقع كينوبويسك (الروسية)